# 城市之夜
城市之夜是一部於1933年3月8日上映的中国无声电影，也是一部散失電影。該電影由费穆執導，也是费穆的處女作電影。該電影由阮玲玉以及金焰主演。講述的是貧民窟裡面的一女子（阮玲玉飾演）為了給父親治病而猶豫要不要賣身的故事。